# Growlanser VI: Precarious World
Growlanser VI: Precarious World (グローランサーVI?, Gurōransā VI) è un videogioco di ruolo pubblicato per PlayStation 2. È stato sviluppato e pubblicato in Giappone dalla Atlus nel 2007. È il sesto capitolo di una serie di videogiochi composta di sei titoli ed iniziata con Growlanser.